# Basílica del Sagrado Corazón de Jesús (Siracusa)
La Basílica del Sagrado Corazón de Jesús (en inglés: Basilica of the Sacred Heart of Jesus) es una iglesia parroquial católica y una basílica menor en Syracuse, Nueva York en Estados Unidos. Se encuentra en 927 Park Avenue en el barrio Westside. El edificio fue designado una basílica menor por Juan Pablo II el 27 de agosto de 1998 y dedicado el 3 de octubre de 1999.
La iglesia fue fundada en 1892 como Parroquia del Sagrado Corazón en el Westside, un barrio con una gran población polaca, después de que la comunidad polaca solicitó al obispo de Siracusa una parroquia propia. La iglesia original estaba situada al otro lado de la calle de la estructura actual.  La primera misa en la nueva iglesia parroquial fue celebrada el 30 de agosto de 1892, con la dedicación formal ocurriendo casi un año después el 11 de junio de 1893.